# Toyota Vanguard
 (août 2011).
Si vous disposez d'ouvrages ou d'articles de référence ou si vous connaissez des sites web de qualité traitant du thème abordé ici, merci de compléter l'article en donnant les références utiles à sa vérifiabilité et en les liant à la section « Notes et références ».
Le Toyota Vanguard est un SUV produit par la marque automobile japonaise Toyota lancé en août 2007 au Japon.
Il s'agit d'une version allongée du Rav4 connu en Europe, donc d'une version proche du Rav4 destiné au marché américain. Les moteurs diffèrent de ceux du Rav4 diffusé sur l'ancien continent et l'habitacle compte, selon les versions, 5 ou 7 places.
Le Rav4 est diffusé au Japon avec le gabarit connu en Europe, mais avec une gamme adaptée à la demande locale ; pas de diesel notamment. Au-dessus, le Vanguard, plus long de 23 cm (soit 4,57 m), repose sur un empattement porté de 2,56 m à 2,66 m. Hormis la différence de longueur, la plate-forme ainsi que l'essentiel de la carrosserie sont toutefois communs.
Au Japon, le Rav4 dispose d'un 4 cylindres 2,4 litres de 170 ch. Ce même moteur est également proposé sur le Vanguard, en traction ou 4x4. Mais il est ici épaulé par un V6 3,5 litres de 280 ch, alors seulement livré en quatre roues motrices.
Le Vanguard coûte à partir de 2 420 000 ¥ en 2.4 traction et 5 places lorsque le Rav4 de base s'en tient à 2 020 000 ¥ (prix à août 2011). Le Vanguard V6 est, lui, affiché à 3 070 000 ¥ dans sa version de base (4x4, 5 places)
Ce Rav4 allongé et un peu huppé se vend, au Japon, nettement mieux que le Rav4 "de base", lequel n'occupe qu'un rôle de figurant. En 2010, 26 360 Vanguard ont été vendus dans le pays, contre à peine plus de 6 000 Rav4.